# 维莱克卢瓦
维莱克卢瓦（法語：Villécloye，法語發音：[vileklwa]）是法国默兹省的一个市镇，属于凡尔登区。

## 地理
维莱克卢瓦（49°30'38"N, 5°23'51"E）面积7.18 平方千米，位于法国大東部大區默兹省，该省份为法国西北部内陆省份，北与比利时接壤，西接马恩省和阿登省，南至上马恩省和孚日省，东临默尔特-摩泽尔省。
与维莱克卢瓦接壤的市镇（或旧市镇、城区）包括：奥坦河畔巴泽耶、蒙梅迪、沃洛讷、大韦尔讷伊。

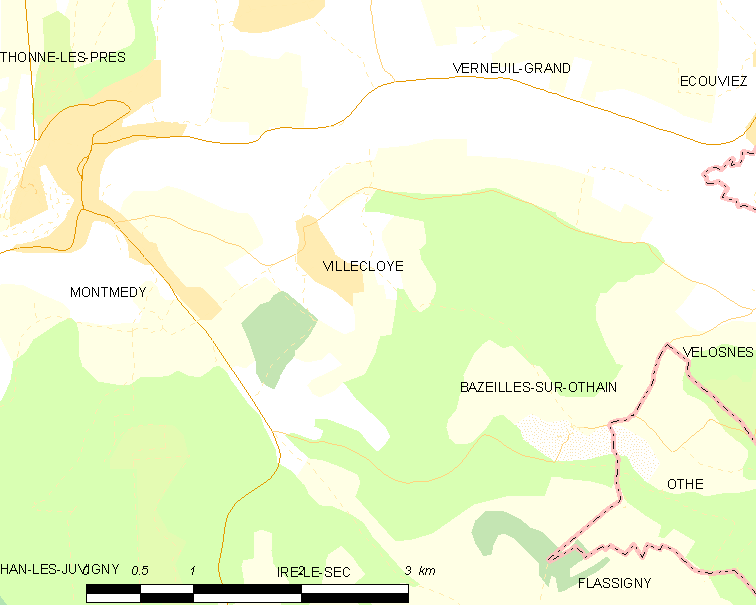
维莱克卢瓦的OSM定位图

维莱克卢瓦的时区为UTC+01:00、UTC+02:00（夏令时）。

## 行政
维莱克卢瓦的邮政编码为55600，INSEE市镇编码为55554。

## 政治
维莱克卢瓦所属的省级选区为蒙梅迪县。

## 人口

1962-2008年间维莱克卢瓦人口变化图示

维莱克卢瓦于2022年1月1日时的人口数量为250人。